# Program cesta u indijanskim rezervatima
Program cesta u indijanskim rezervatima (eng. Indian Reservation Roads Program) dio je Ureda za indijanske poslove (BIA) ) i namjena mu je udovoljavanje prijevoznih potreba Indijanaca u SAD, američkih indijanskih plemena i aljaskanskih domorodaca. Ove ceste, znane kao ceste BIA (eng. BIA Roads) te indijanska servisna cesta (eng. Indian Service Route) dodijeljene su plemenima davanjem fondova za planiranje, projektiranje, izgradnju i aktivnosti na održavanju tih cesta.
Sjedište mu je u glavnom gradu SAD, Washingtonu.
Programom zajedno upravljaju Savezna uprava za autoceste (Federal Lands Highway Program) i Ured za indijanske poslove. Ceste su javne i omogućuju pristup ka i unutar indijanskih rezervata, indijanska povjerena zemlja ("trust land", usporedi izvanrezervatska povjerena zemlja), indijanska zemlja s restrikcijom i sela aljaskanskih domorodaca.

## Popis
- BIA Route 6
- BIA Route 14
- BIA Route 15
- BIA Road 18
- BIA Route 41
- BIA Route 60
- BIA Route 62
- BIA Route 68
- BIA Route 125
- BIA Route 221
- BIA Route 6660
- BIA Route 6710
- BIA Route N12

## Vanjske poveznice
- Službene stranice  Arhivirana inačica izvorne stranice od 29. siječnja 2013. (Wayback Machine)
- Indian Reservation Roads Inventory  Arhivirana inačica izvorne stranice od 14. rujna 2015. (Wayback Machine)